# Næstved Arresthus
Næstved Arresthus (også Dom- og arresthuset, Amts- og Tinghuset og tidligere Næstved rådhus) er en fredet bygning på Hjultorv i Næstved på Sydsjælland. Bygningen er tegnet af Gottlieb Bindesbøll og stod færdig i 1857, hvor den først fungerede som rådhus. I 1930'erne blev den restaureret af Johannes Tidemand-Dal og brugt som dom- og arresthus. I dag fungerer bygningen som arresthus.

## Historie
Bygningen blev tegnet af Gottlieb Bindesbøll og opført i 1855-1856 på foranledning af Næstved Kommune og Landjurisdiktionen som rådhus for byen. Rådhuset blev indviet den 15. august 1857, hvor det afløst det gamle middelalderlige rådhus. Det var blandt de første bygninger i Næstved der blev bygget i historicistisk stil.
På hver side af indgangsdøren blev der i 1908/1909 opsat to lamper, der var designet af kunstneren Karl Hansen Reistrup.
En overgang indeholdt bygningen også politistation, men dette ophørte i 1919. I 1922 opførte man et arresthus på bagsiden af bygningen langs gaden Ramsherred.
På Hjultorvet foran bygning opstillede man i 1935 en rytterstatue af Peder Bodilsen, der grundlagde Skovklostret, som senere blev til Herlufsholm. Skulpturen blev sat på en snoet søjle der er opbygget på samme måde, som to søjler på rådhusets tag.
I 1937-1938 blev rådhuset ombygget af arkitekten Johannes Tidemand-Dal. I den forbindelse blev de sortglaserede tegl erstattet med røde tegl, tre skorstene blev fjernet samt nogle snoede søjler på tagkanten. Samtidig fjernede han også tre kviste og erstattede dem med en bredere kvist på midten af bygningen. På dette tidspunkt var bygningen ejet af Næstved Kommune og Præstø Amt.
Bygningen fungerede som rådhus frem til 1940, hvor det blev erstattet af det nuværende Næstved Rådhus i Teatergade. Samtidig omdøbte Præstø Amt bygningen til Amts- og Tinghuset.
I 1959 blev bygningen fredet. Alex Poulsen udførte en restaurering i 1996-1997, der blev betalt af Justitsministeriet, hvor man førte bygningen tilbage til sit oprindelige udseende med enkelte undtagelser. Dette inkluderede bl.a. genetableringen af de tre kviste ud mod torvet, der dog blev gjort lidt større end de oprindeligt var. I dag fungerer bygningen som arresthus.

## Beskrivelse
Arresthuset fremstår i dag hovedsageligt som den blev opført i 1856. Den er i to etager med sadeltag med sortglaserede tegl. De tre tre kviste på siden ud mod Hjultorv. Bygningen er opført i røde mursten. Gavlene har kamtakker, hvorpå der er sat pinakler. Midt immelem kvistene er opsat to snoede søjler.
I forlængelse af hovedbygningen findes et arresthus der går i forlængelse af bygningen. Desuden findes en fængselsgård på bagsiden.